# Mainumbi's vellocet

## Mainumbi's Vellocet
Mainumbi's vellocet es una banda de Garage rock de la ciudad de Posadas, provincia de Misiones, república Argentina, formada en el año 2004 y considerada por la crítica local pionera en ese estilo. 

## Historia

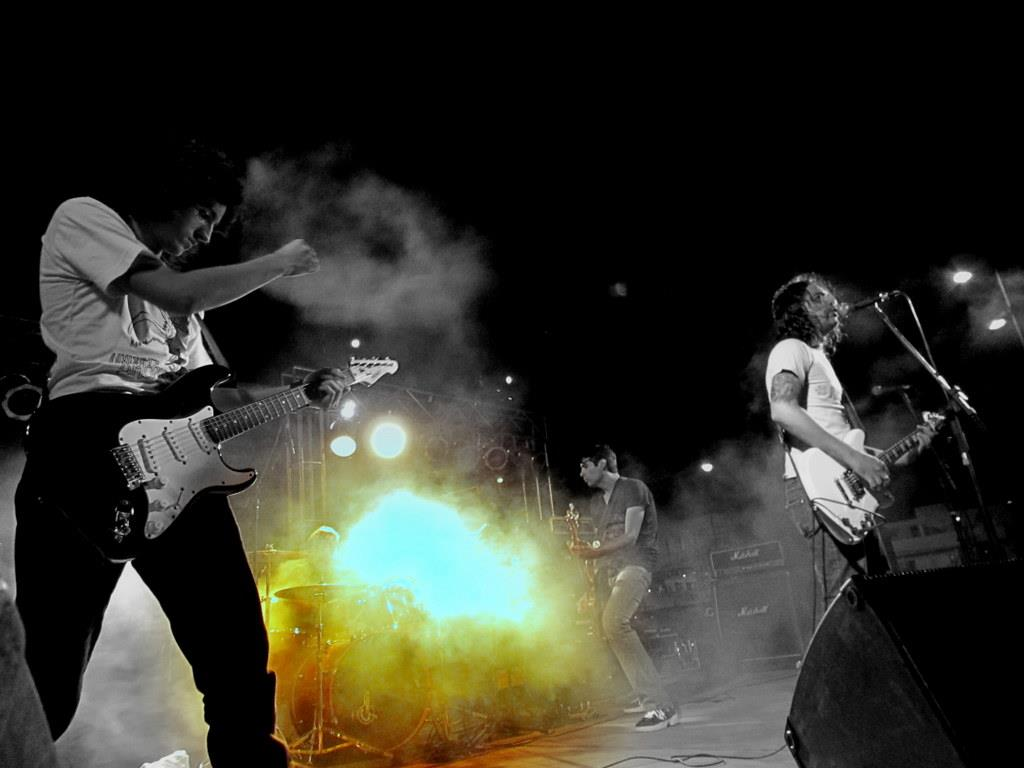
Mainumbi's vellocet en vivo en Posadas-Argentina (2013)

Inicialmente la banda fue fundada por su guitarrista y cantante Mali Patch (Diego Schroeder), en ese momento baterista de la banda local de Hardcore punk llamada Ediktos Juveniles. La primera formación se completaba con el otro miembro fundador Mele Rojas (Daniel Rojas) en bajo y Gordo Javier en batería.
Como trío, al año siguiente editaron de manera independiente sus dos primeros simples "Disconformes" y "Not Hit" . Tras algunos cambios de formación, en el año 2011 lanzaron, también de manera independiente, su álbum debut titulado "El lugar de los malditos". El mismo contenía algunas de sus canciones más reconocidas: "El lugar de los malditos", "Sabes" y "L@s chic@s ya no pueden salir por la noches".
Esto comentaba Mali Patch a un periódico local en momentos del lanzamiento del disco:

“Hay una intencionalidad de escupir muchas cosas que uno tenía guardado hace mucho tiempo, una necesidad de dibujar lo que es una realidad, lo que es vivir en una ciudad como esta”. (...)“El disco es muy vivencial. Tiene una carga negativa muy fuerte, es cierto. Pero soy una persona feliz, que disfruta la vida. Pero sé, la realidad es una m....”
El disco tuvo un considerable éxito en ventas a nivel local, ya que se agotaron en poco tiempo las primeras copias de su edición inicial. Este su primer disco, permitió que las canciones de la banda rotaran en las principales radios de Posadas y la provincia. En los siguientes tres años estuvo en los primeros puestos del ranking de radios locales como FM Radioactiva y FM Estilo con su primer sencillo “Sabes”. Ese mismo año de 2011, la banda consolida su formación actual con Joselo Faifer en batería y Elio Ilkov en guitarra.

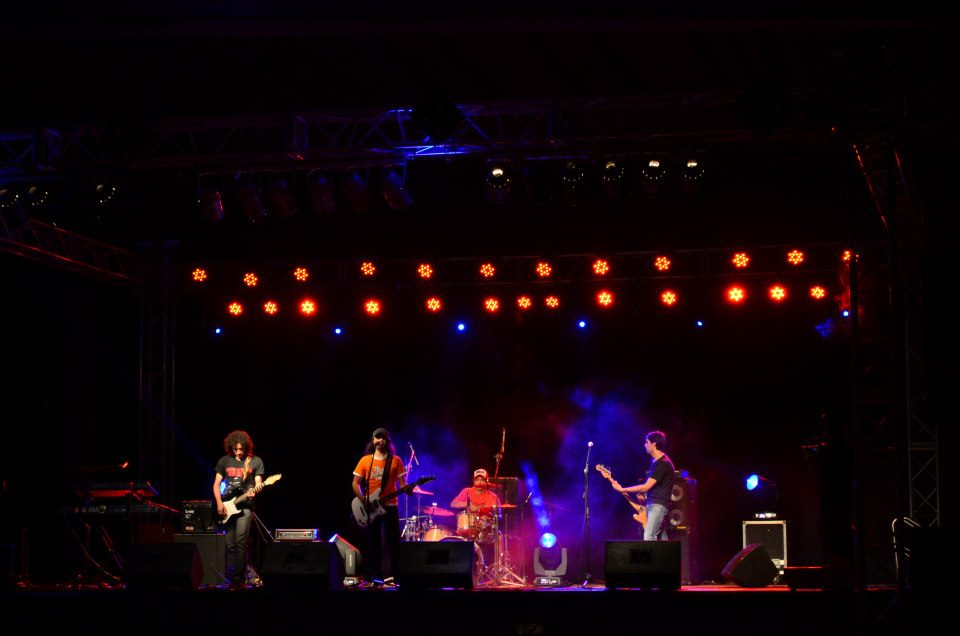
Mainumbi's vellocet en vivo en Posadas-Argentina(2012)

Mainumbi's Vellocet es considerada una de las bandas más importantes de la escena roquera de la ciudad de Posadas, escena que está en continuo crecimiento y que tiene un largo historial en calidad de músicos, artistas y bandas de todos los estilos. A lo largo de su carrera, Mainumbi's Vellocet se ha presentado en numerosos conciertos en la ciudad capital y en otras ciudades de la provincia de Misiones y la República del Paraguay, por nombrar algunas. También ha compartido escenario en varias oportunidades con renombradas bandas a nivel nacional de Buenos Aires, Argentina, como Boom Boom Kid, Pez, El mato a un policía motorizado, Bicicletas, Satan Dealers, Lash out, Revolver (Paraguay), entre otras.
Actualmente la banda está en pleno proceso de grabación de su segundo álbum sin título aún.

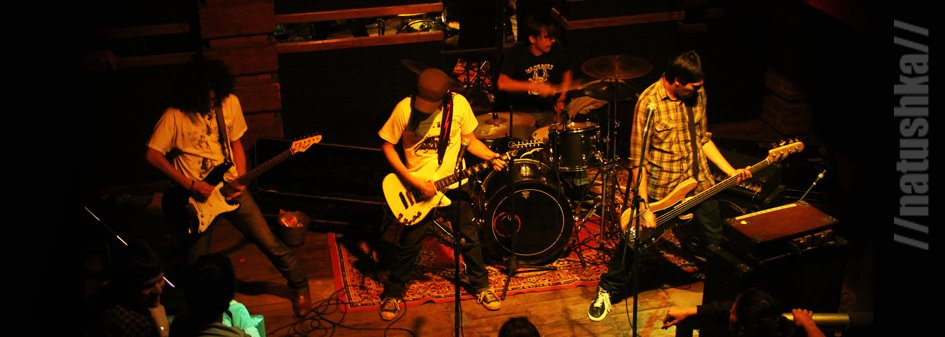
Mainumbi's vellocet en vivo en Paraguay (2012)

## Discografía
EP y sencillos
-Disconformes (2005)
-Not Hit (2005)
Albums
-El lugar de los malditos (2011)

## Miembros
Mali Patch: voz y guitarra
Mele Rojas: bajo y coros
Joselo Faifer: batería
Elio Ilkov: guitarra